# Brevistoma hackeri
Brevistoma hackeri is een insect uit de familie van de Nemopteridae, die tot de orde netvleugeligen (Neuroptera) behoort. 
Brevistoma hackeri is voor het eerst wetenschappelijk beschreven door Hölzel in 1999.